# 陈百灵
陈百灵（1965年12月—），女，满族，黑龙江北安人，中华人民共和国政治人物。现任中华人民共和国民政部政策法规司副司长，民建中央调研部部长。第十三、十四届全国政协委员。